# Guillaume Le Prestre de Lézonnet
Pour les articles homonymes, voir Le Prestre.
Guillaume Le Prestre, seigneur de Lézonnet, né en 1587 à Concarneau et mort en 1640 à Scaer, est un ecclésiastique français, évêque de Cornouaille.

## Biographie
Guimllaume Le Prestre de Lézonnet né à Concarneau est fils d'Olivier Le Prestre de Lézonnet qui fut gouverneur de Quimper et Concarneau et petit-fils de Loys Le Prestre de Lézonnet, qui fut aussi gouverneur de Concarneau.
Guillaume Le Prestre de Lézonnet est nommé évêque de Cornouaille le 17 novembre 1614 et il siège jusqu'à sa mort le 8 novembre 1640. En 1626-1627, un procès l'oppose à René de Rieux, abbé de l'abbaye Notre-Dame de Daoulas.

## Source
- (en) catholic-hierarchy.org Bishop Guillaume Le Prêtre
- Prosper Jean Levot, Biographie bretonne: recueil de notices sur tous les Bretons, Volume 2, p. 341